# So Random!

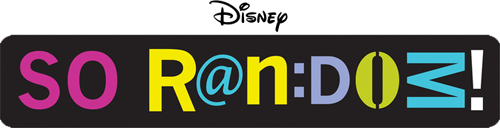

So Random! (eerste twee seizoenen: Sonny with a Chance) was een Amerikaanse serie bedacht door Steve Marmel en geproduceerd door Disney Channel. De televisieserie volgde aanvankelijk het leven van Sonny Munroe (Demi Lovato) en ging op 8 februari 2009 in première. In juni van datzelfde jaar werd beslist een tweede seizoen te maken om het succes te verlengen. Het filmen begon in november 2009. De serie was tevens de eerste Disney-serie die vanaf het uiterste begin in HD beschikbaar was. Op 16 juni 2010 is er een dvd-box van het eerste seizoen uitgekomen in Nederland en België.
Op 27 augustus 2010 startte op Disney Channel Benelux het tweede seizoen van Sonny with a Chance.
In november 2010 werd bevestigd dat er een derde seizoen komt. Eerst was het onduidelijk of dit seizoen met of zonder Demi Lovato zou worden gemaakt. Uiteindelijk werd bevestigd dat Lovato niet terug zou keren. Het derde seizoen zou echter gewoon doorgaan, maar dan zonder het titelpersonage.
Daarom werd in begin maart 2011 bevestigd dat de titel Sonny with a Chance veranderd zou worden in So Random, de titel van het programma waaraan de hoofdpersonages werkten in de eerste twee seizoenen. Verder zou de serie, aangezien Demi Lovato niet meer meedeed, zich meer richten op de andere personages.
Op 5 juni 2011 startte het eerste seizoen met de nieuwe naam, So Random, op Disney Channel US. Op 30 januari 2012 kwam de reeks naar Vlaanderen en Nederland, elke maandag om 19u15 in het Nederlands, elke vrijdag werd de Engelse versie vertoond.

## Verhaal seizoen 1 en 2
Sonny Munroe (Demi Lovato) komt nieuw in Hollywood wonen om in het tv-sketchprogramma So Random! te spelen. Daar ontmoet ze al snel de ietwat arrogante Tawni Hart (Tiffany Thornton), de vrolijke Grady Mitchell (Doug Brochu), de vrolijke Nico Harris (Brandon Mychal Smith) en de vreemde Zora Lancaster (Allisyn Ashley Arm). Een dag na aankomst ontmoet ze ook de tegenstander van So Random! The MackenzieFalls, waarvan Chad Dylan Cooper (Sterling Knight) de hoofdrolspeler is. Sonny vindt hem aardig maar laat dat niet echt merken. In de laatste aflevering van seizoen 1 verklaren ze elkaar de liefde. Voor de rest beleeft Sonny van alles, o.a. Tawni die in Sonny's appartement een date heeft, wat natuurlijk helemaal verkeerd loopt.

## Verhaal seizoen 3
Dit derde seizoen doet zich voor als het daadwerkelijke sketchprogramma uit de eerste twee seizoenen en bevat dan ook vooral sketches en optredens. De acteurs spelen dezelfde personages, maar er wordt minder ingegaan op henzelf en het verhaal 'achter de schermen'. Verder bevat elke aflevering speciale optredens of sketches met/van echte bekendheden zoals Justin Bieber, Selena Gomez, Cody Simpson, Mitchel Musso, Tony Hawk, Far East Movement, Iyaz, Greyson Chance, Dylan en Cole Sprouse, Miss Piggy enz.
Er wordt geen tweede seizoen van So Random meer gemaakt.

## Afleveringen
| Seizoen          | Afleveringen | Eerste uitzenddatum | Laatste uitzenddatum |
| ---------------- | ------------ | ------------------- | -------------------- |
| 1                | 21           | 8 februari 2009     | 22 november 2009     |
| 2                | 26           | 14 maart 2010       | 2 januari 2011       |
| 3 (1 So Random!) | 26           | 5 juni 2011         | 25 maart 2012        |

## Rolverdeling per seizoen
Legenda
 = Hoofdrol
 = Bijrol
 = Geen rol

### Hoofdrollen
| Tiffany Thornton     | Tawni Heart       | 21 | 25 | 26 | 72 |
| Doug Brochu          | Grady Mitchel     | 20 | 25 | 26 | 71 |
| Brandon Mychal Smith | Nico Harris       | 20 | 24 | 26 | 70 |
| Sterling Knight      | Chad Dylan Cooper | 19 | 24 | 26 | 69 |
| Allisyn Ashley Arm   | Zora Lancaster    | 13 | 13 | 26 | 52 |
| Demi Lovato          | Sonny Monroe      | 21 | 25 |    | 46 |

### Bijrollen
| Personage        | Acteur                   | Functie / Rang    | Periode         |
| ---------------- | ------------------------ | ----------------- | --------------- |
| Matthew Bailey   | Matthew Scott Montgomery | Lid van So Random | 2011-heden (S3) |
| Shayne Zabo      | Shayne Topp              | Lid van So Random | 2011-heden (S3) |
| Damien Johanssen | Damien Haas              | Lid van So Random | 2011-heden (S3) |
| Bridget Cook     | Bridget Shergalis        | Lid van So Random | 2011-heden (S3) |
| Audrey Vale      | Audrey Whitby            | Lid van So Random | 2011-heden (S3) |
| Grace            | Grace Bannon             | Lid van So Random | 2011-heden (S3) |
| Coco             | Coco Jones               | Lid van So Random | 2011-heden (S3) |

## Gastrollen
| Acteur/Actrice      | Personage               | Functie                      | Status    |
| ------------------- | ----------------------- | ---------------------------- | --------- |
| Nancy McKeon        | Connie Munroe           | moeder Sonny                 | 2009-2010 |
| Michael Kostroff    | Marshall Pike           | manager So Random!           | 2009-2011 |
| Daniel Roebuck      | James Condor            | directeur So Random!         | 2009-2010 |
| Genevieve Hannelius | Dakota Condor           | dochter James                | 2009-2010 |
| Vicki Lewis         | Joy Bitterman           | lerares castleden So Random! | 2009-2011 |
| Steve Hytner        | Murphy                  | bewaker Condor studio's      | 2009-2010 |
| Jillian Murray      | Portlyn Madison         | Mackenzie Fall's             | 2009-2010 |
| Andrew Parker       | Bart                    | postbezorger                 | 2009      |
| Gassie              | Gassie the Toot'n Pooch | schetende hond               | 2009      |
| Lanny Horn          | Howie                   | vriendje Sonny               | 2009      |
| Devaughn Nixon      | Ferguson Michaels       | Mackenzie Fall's             | 2010      |
| Ashley Jackson      | Chasity Ann DeWitt      | Mackenzie Fall's             | 2010      |
| Leslie Anne Huff    | Marta Balitico          | Mackenzie Fall's             | 2010      |
| William Georges     | Skyler DeVane           | Mackenzie Fall's             | 2010      |
| Preston Jones       | Grant Mitchell          | broer Grady                  | 2010      |

## Prijzen
| Jaar | Prijs                                           | Categorie                                        | Door                | Resultaat   |
| ---- | ----------------------------------------------- | ------------------------------------------------ | ------------------- | ----------- |
| 2009 | Teen Choice Awards                              | "TV - Doorbrekende Ster Vrouw"                   | Demi Lovato         | gewonnen    |
| 2009 | Nickelodeon Australian Kids' Choice Awards 2009 | "Favoriete Komedie Serie"                        | Sonny with a Chance | genomineerd |
| 2010 | Nickelodeon Kids' Choice Awards 2010            | "Favoriete TV Serie"                             | Sonny with a Chance | genomineerd |
| 2010 | Young Artist Awards 2010                        | "Beste Actrice in een Bijrol (Komedie of Drama)" | Allisyn Ashley Arm  | genomineerd |
| 2010 | Teen Choice Awards                              | "TV serie - Komedie"                             | Sonny with a Chance | genomineerd |
| 2010 | Teen Choice Awards                              | "TV Actrice - Komedie"                           | Demi Lovato         | genomineerd |
| 2010 | Teen Choice Awards                              | "TV Acteur: Komedie"                             | Sterling Knight     | genomineerd |
| 2010 | Teen Choice Awards                              | "Zomer TV Ster - Vrouw"                          | Tiffany Thornton    | genomineerd |
| 2011 | Teen Choice Awards                              | "TV serie - Komedie"                             | Demi Lovato         | Gewonnen    |

## Nederlandse stemmen
- Sonny - Eva Hetharia
- Nico - Vincent Vianen
- Grady - Daan Loenen
- Chad - Mitchell van den Dungen Bille
- Tawni - Nicoline van Doorn
- Zora - Anna Davidson

Overige stemmen worden gedaan door
- Trevor Reekers, Fleur van de Water, Paul Disbergen, Florus van Rooijen en Mark Omvlee.

## Dvd's
| Naam                          | Afleveringen                            | Datum Ned. | Extraatjes                                                    |
| ----------------------------- | --------------------------------------- | ---------- | ------------------------------------------------------------- |
| Sonny with a Chance Seizoen 1 | Complete 1ste seizoen (21 afleveringen) | juni 2010  | Bloopers, Audities van de cast en MackenzieFalls afleveringen |